# Gourmandises
A Gourmandises (magyarul: Nyalánkságok) a francia énekesnő, Alizée debütáló albuma, mely 2000. november 21-én jelent meg Franciaországban, majd 2001. április 13-án világszerte.
2001 decemberében dupla platinalemez lett, több mint 1.000.000 eladott példányszámával Európában.
Az albumról négy kislemez jelent meg, köztük olyan slágerek, mint a Moi… Lolita, a L'Alizé és a címadó, Gourmandises dal.
2002 elejéig több, mint 4.000.000 példány kelt el a bemutatkozó nagylemezéből.

## Háttér és előzmények
Az album anyagát 2000. júniusa és szeptembere között rögzítették a Guillaume Tell stúdióban, Suresnes-ben. Az album teljes zenei rendezője Laurent Boutonnat volt, a dalszövegeket pedig Mylène Farmer québeci származású francia énekesnő írta.
Miután Alizée megnyerte a Graines de star című tehetségkutató versenyt, találkozott Laurent Boutonnat-val és Mylène Farmerrel, akik felkérték, hogy vegyen fel a csapatukkal egy dalt. 2000. július 4-én megjelent Alizée első kislemeze, a Moi… Lolita, mellyel világszerte híres lett, és Franciaországban egyfajta "jelenséggé" vált. Ekkor mindössze 15 éves volt. November 21-én megjelent első nagylemeze, a Gourmandises, mely 10 dalt tartalmazott. Ugyanezen a napon adták ki az albumról a második kislemezt, a L'Alizé-t. Alizée sikerét látva a francia NRJ Rádió "Az europop királynőjének" nevezte el a fiatal énekesnőt.
Az év végén már két darab NRJ Music Awarddal és egy M6 Awarddal is büszkélkedhetett a fiatal korzikai énekesnő. 2001 végéig több mint 4.000.000 albumot adott el, ami miatt a World Music Awards-on is kitüntették.

## Promóció
Alizée dalai sikeresek voltak Franciaországban, Németországban, Olaszországban, Spanyolországban, Oroszországban, Svájcban, különböző ázsiai országokban és még az Egyesült Királyságban is. Így Alizée 2001 és 2002 között ellátogatott Európa különböző országaiba, hogy népszerűsítse albumát.

## Kislemezek
- Moi… Lolita: Az album első kislemeze, mely 2000. június 4-én került kereskedelmi forgalomba. A dal népszerű volt Franciaországban, Németországban, Olaszországban, Spanyolországban, Hollandiában, Magyarországon, Ukrajnában, Ausztriában, Görögországban, Dániában, Oroszországban, az Egyesült Királyságban és még számos más országban is.
- L'Alizé: Az album második kislemezeként jelent meg 2000. november 21-én, ugyanazon a napon, amikor az album is. A hozzá készült klip decemberben volt először látható, s a forgatásról készült felvétel megtalálható az En concert DVD-n. A dal szintén nagyon népszerű volt mind Franciaországban, mind más országokban is.
- Parler tout bas: Harmadik kislemezként adták ki az albumról, 2001 áprilisában került kereskedelmi forgalomba.
- Gourmandises: A címadó dal lett az album utolsó kislemeze, mely 2001 nyarán jelent meg.

## Kritika és fogadtatás
A Gourmandises már a megjelenésétől fogva pozitív fogadtatásban részesült.

## Számlista
Az összes dalt Mylène Farmer írta, Alizée segítségével, a zenét pedig Laurent Boutonnat szerezte.
Tracklist:
1. Moi… Lolita (4:27)
2. Lui ou toi(4:18)
3. L'Alizé (4:18)
4. J.B.G. (4:00)
5. Mon maquis (5:44)
6. Parler tout bas (4:42)
7. Veni vedi vici (4:22)
8. Abracadabra (4:08)
9. Gourmandises (4:15)
10. À quoi rêve une jeune fille (4:09)

### Listák és eladások
Franciaországban a megjelenést követő egy hét múlva a Gourmandises a 10. helyen lépett be a Top 100-as listára. Az európai listákon az album a Top 25-ben szerepelt.

### Heti listák
| Lista(2000–2002)             | Legjobb helyezés |
| ---------------------------- | ---------------- |
| Osztrák Album Lista          | 40               |
| Belga Album Lista (Wallonia) | 7                |
| Kínai Album Lista            | 18               |
| Holland Album Lista          | 36               |
| Finn Album Lista             | 26               |
| Francia Album Lista          | 1                |
| Német Album Lista            | 29               |
| Magyar Album Lista           | 23               |
| Olasz album lista            | 27               |
| Oricon Japán album lista     | 40               |
| Lengyel Album Lista          | 13               |
| Orosz Album Lista            | 9                |
| Dél-koreai Album Lista       | 4                |
| Spanyol Album Lista          | 22               |
| Svájci Album Lista           | 27               |

### Minősítések
- Franciaország: 2x-es platinalemez
- Belgium: 2x-es aranylemez
- Svájc: Platinalemez
- Európa: Platinalemez